# Лукаш Гурка (буський староста)
Гурка Лукаш (пол. Łukasz III Górka; близько 1533 — 23 січня 1573) — польський шляхтич, урядник, релігійний і політичний діяч Королівства Польського, Речі Посполитої. Представник роду Гурок гербу Лодзя.

## Життєпис
Народився близько 1533 року. Був найстаршим сином генерального старости Великопольщі, буського старости, лютеранина Гурки Анджея та його дружини Барбари Курозвенцкої — доньки старости кшепицького, вєлюнського Станіслава Курозвенцкого та сестри Марціна Зборовського Зофії.
Навчався під керівництвом Яна з Козьміна (бл. 1542 р.), Евстахія Трепки. Після батька став буським старостою. 1533-го під час шлюбу Сигізмунда Августа з Катажиною вжив надмір алкоголю. 4 лютого 1556 року в Познані виконував обов'язки маршалка двору королівни Зофії. Як ленчицький воєвода радив королю в березні 1558 року скликати сейм у Львові. Після того, як Папа римський відмовився затверджувати на посаді куявського єпископа Уханського, король звернувся до Л. Гурки із запитанням, що він про це думає. У відповідь почув пропозицію розглянути це питання на сеймі з пропозицією прийняти таке рішення, яке б не ущемлювало права короля та не ображало Папу, що було більш поміркованим, ніж позиція римо-католика Тарновського. На момент призначення на посаду познанського воєводи належав до проавстрійського табору.
Був головою лютеран Великопольщі. В 1553 році разом зі Станіславом Остроругом і шляхтичами в познанській ратуші не дозволили виконати судовий присуд для двох міщан, покараних за єретицтво стосовно єпископа. Є сліди його листування з Меланхтоном. У Шамотулах сприяв друкуванню лютеранської літератури.
Посади: каштелян бжесьць-куявський (1554 р.); воєвода: бжесьць-куявський (1555 р.), ленчицький (1558 р.), каліський (1563 р.), познанський (1565 р.); староста буський. Формально був одружений з Гальшкою Острозькою, їх обвінчав єпископ Познанський в присутності короля Сигізмунда II Августа. Дітей не мали.
Володів містами у Великопольщі (отримав після поділу між братами у 1557 р.), також Золочевом та Андрнополем у Руському воєводстві.
Передчасно і раптово помер 23 січня 1573 року року в Познані. Був поголос про те, що на смертному ложі кликав до себе римо-католицьких ксьондзів. Брати мали намір поховати біля батьків у катедрі, але цього не дозволила зробити римо-католицька капітула. Брати вирішили силоміць поховати Л. Гурку в катедрі, але зустріли опір. Справу вирішив позитивно для Гурок Средзький сеймик, якому вона підпорядковувалась. Урочисте поховання відбулось у березні 1573 року в Шамотулах, а 1584-го року тіло було перенесене до парафіяльного костелу в Курнику, де у презбітерії був встановлений надгробок померлого. Авторство надгробка приписували львівському і познанському майстру Генріхові Горсту через підписаний ним контракт; але правдоподібно це робота іншого майстра.

## Гальшка Острозька
Король Сигізмунд II Август у 1559 році дав наказ львівському старості Пйотрові Бажому відібрати Гальшку Острозьку, яка тоді перебувала в монастирі домініканців у Львові після втечі від формально законного чоловіка) в матері (Беати Косьцєлєцкої), віддати її законному чоловіку Лукашеві Гурці, попри її спротив.
Разом з братом Анджеєм Гуркою, іншими шляхтичами (зокрема, Янушем, Анджеєм Косьцєлєцкими, на чолі з Марціном Зборовським, який мав надію видати Гальшку Острозьку за одного зі своїх синів), вирушили у погоню за Дмитром Сангушком і переодягненою на слугу (або в чоловічому одязі) Гальшкою втекли до чеської Сілезії, маючи надію сховатись у замку гетьмана Яна Амора Тарновського (тестя Василя Острозького), наздогнали їх у містечку Лиса над Лабою за 30 км від Праги, де Д. Сангушко вирішив влаштувати весільний бенкет (тут їх наздогнав Марцін Зборовський з компанією). Дружину, яка була обвінчана у Львові з коханим — князем Симеоном Слуцьким — насильно помістив у вежі замку в Шамотулах.